# L'Effet Babel
L'Effet Babel est un album de bande dessinée dessiné par Luc Brahy sur un scénario d'Éric Corbeyran et Achille Braquelaire. Il sort chez Dargaud en 2005. Cet album est le 5e tome de la série Imago Mundi.

## Résumé
Harald a reçu d'Irak, pour aiguiser sa curiosité d'aventurier, une brique venue de Babylone et présentée comme un morceau de la Tour de Babel. Une équipe de scientifiques locaux demande à l'agence de venir travailler avec eux à la recherche des ruines de l'ancienne tour mythique.
Une fois sur place, Leïa, qui est venu en mission avec son petit ami, Phil Barnes, reporter et globe-trotter, est victime d'une tentative d'assassinat par un occidental voulant faire passer le crime pour un attentat religieux. Elle est sauvée de justesse par un agent des services secrets irakien qui la surveillait discrètement.
L'équipe fait alors appel à un hélicoptère pour survoler la zone de travail et pouvoir scruter le sol argileux à la recherche des fondations de l'ancienne tour.